# Ghomrassen
Ghomrassen (arabisch غمراسن) ist eine Stadt mit etwa 10.000 und eine Delegation mit insgesamt etwa 15.000 Einwohnern im Gouvernement Tataouine im Süden Tunesiens.

## Lage
Ghomrassen liegt am Ostrand eines Talkessels inmitten der Schichtstufenlandschaft des Dahar-Gebirges auf einer Höhe von rund 350 m ü. d. M. in einer halbwüstenartigen Umgebung. Das aus dem Kessel kommende Wadi Fessi, eines der bedeutenderen Trockentäler Südtunesiens bildet in Ghomrassen eine Schlucht und durchbricht dort die Jurastufe des Dahar. Anschließend verläuft es über eine weite Ebene in Richtung Osten.
Die Städte Tataouine und Medenine befinden sich etwa 26 km (Fahrtstrecke) südöstlich bzw. etwa 41 km nordöstlich. Die sehenswerten Bergdörfer Chenini und Douiret liegen ca. 35 km bzw. 45 km südwestlich.

## Wirtschaft
In der ehemaligen Oasensiedlung wird seit Jahrtausenden Landwirtschaft betrieben, wobei die Viehzucht (Schafe, Ziegen, Esel) infolge der Sesshaftigkeit zunächst nur allmählich (Transhumanz), in den letzten 100 Jahren dann weitestgehend aufgegeben wurde. Stattdessen haben sich im Lauf der Zeit Handwerker, Händler und andere Gewerbetreibende angesiedelt. Viele Männer arbeiten in den Städten des Nordens oder in Europa; andererseits haben sich auch aber viele Zuwanderer aus den immer trockener werdenden Bergregionen hier angesiedelt.

## Geschichte
Wie in nahezu allen von Berbern bewohnten Siedlungen des Maghreb ist über die frühere Geschichte des Ortes nicht viel bekannt. In römischer Zeit gehörte er zu den Grenzbefestigungen des Limes Tripolitanus.

## Sehenswürdigkeiten
- An einem felsigen Abhang etwa 30 m oberhalb der heutigen Stadt liegen die aus Steinen und Lehm gebauten Häuser des alten Ortes.
- In einer – später auch als Wohnungen dienenden – Grotte in den den Ort umgebenden Felswänden finden sich rötliche jungsteinzeitliche Felsmalereien mit Darstellungen von Tieren.
- Im Ort selbst finden sich einige ebenerdige Speicherkammern (ghorfas), wie sie jedoch in weitaus imposanterer Form in der Umgebung von Medenine oder in Ksar Haddada bzw. im ca. 50 km südöstlich gelegenen Ksar Ouled Soltane zu finden sind.